# Via Mansuerisca
Via Mansuerisca ist der Name einer alten Straße, deren Ursprung vermutlich bis in die Römerzeit zurückgeht. Nachgewiesen ist ein Verlauf der Straße von „Drossart“ im Norden bis Botrange im Süden auf einer Strecke von etwa fünf Kilometer, der weitere Verlauf ist unbekannt.

## Name
Die genaue Bedeutung des Namens konnte bis heute noch nicht einwandfrei festgestellt werden, zumal für die unterschiedlichen Schreibweisen verschiedene Bedeutungen gemutmaßt werden. Nachfolgend einige unterschiedliche Schreibweisen und Deutungen: · Mansuerisca = mansuarius = Siedler = Straße der Siedler · Mansuarisca = Masuarien = Raum der Maas = Straße zum Maasraum · Transverisca = Kolonistenweg · Transwarisca = über die Warche. Da keine dieser Lösungen bis in unsere Zeit völlig überzeugen konnte, kehrt man immer wieder zur ursprünglichen Erklärung der Via Mansuerisca als Siedler- und Kolonistenstraße zurück.

## Geschichte
Erstmals erwähnt wurde der Name „Via Mansuerisca“ im Diplom des Frankenkönigs Childerich II. aus dem Jahre 670. Darin wurden die Grenzen der Klosterbezirke Malmedy-Stavelot revidiert und neu festgelegt. Weitere Erwähnungen gab es noch in Urkunden aus den Jahren 814 und 950, in denen die Grenzziehungen bestätigt wurden. Mit der Zeit aber verschwand nun das Wissen um diese Straße mehr und mehr aus den Köpfen der Menschen. Auf festem Untergrund führten neue Wege und Straßen über ihren ursprünglichen Verlauf hinweg. Im Bereich der sumpfigen Venngebiete wurde sie mehr und mehr vom Moor überwuchert. Erst im Jahre 1768 wurde sie von Forst- und Zollbeamten Maria Theresias oberhalb vom „Drossart“ genannten Ort im Hohen Venn wiederentdeckt. Zu diesem Zeitpunkt suchte man in dieser Gegend nach einer Wegeführung zwischen den Provinzen Limburg und Luxemburg, welche beide zu den habsburgischen Niederlanden gehörten. Bei diesen Arbeiten stieß man unter einer dicken Torf- und Moorschicht auf das Steinpflaster einer alten Straße. Nach zweimonatigen Nachforschungen hatte man den Verlauf von „Drossart“ über den Hillbach bis „Les Wez“ wiederentdeckt. Die enormen Kosten für eine Wiederherstellung schreckten die Behörden jedoch ab, und durch die in den nachfolgenden Jahren einsetzenden Revolutionswirren geriet die alte Via Mansuerisca wieder in Vergessenheit. Im Jahre 1804 suchte der Unterpräfekt Perigny aus Malmedy ebenfalls nach Möglichkeiten zur Wiederherstellung dieser uralten Straße, aber seine Bemühungen führten in dieser unruhigen Zeit zu keinem Ergebnis. Im Laufe des 19. Jahrhunderts gab es mehrere Versuche von deutschen und belgischen Archäologen die Streckenführung zurückzufinden. Diese Bemühungen blieben mehr oder weniger ohne Erfolg. Erst im Jahre 1932 gelang es dem Heimatforscher Abbé Joseph Bastin (1870–1939) tatsächlich, die Via Mansuerisca in der Nähe der Hill etwa 400 m unterhalb der Quelle zweifelsfrei wieder zu entdecken. Er konnte die Streckenführung auf Grund von drei Freilegungen an der Hill, bei „Brochepierre“ und in „Les Biolettes“ bis „Drossart“ nachweisen. Auch heute noch beruht das meiste Wissen über den Verlauf und Bestand dieser mysteriösen Straße auf den Forschungen des Abbé Bastin.

## Alter der Straße
Erste Untersuchungen des Abbé Bastin legten den Ursprung mit einer Datierung in die erste Hälfte des 4. Jahrhunderts eindeutig in die Römerzeit. Spätere Untersuchungen nach der Radiokohlenstoffmethode bestätigten den Ursprung in die Römerzeit. Als Mittelwert wurde das Jahr 208 n. Chr. (±119 Jahre) bestimmt. Erst Untersuchungen mit naturwissenschaftlichen Methoden datieren die Hölzer des Unterbaus in die Zeit des 5.–9. Jahrhunderts, also in die Merowinger- oder Karolingerzeit. Auch gibt es Vermutungen, dass diese große Vennstraße schon in vorrömischer Zeit ein bedeutender Verbindungsweg war. Im Rahmen der Ausgrabungen, die im Jahre 2004 stattfanden wurde auch eine geochemische Analyse sowie Zeitbestimmung per Radiokohlenstoffmethode am Straßenrand durchgeführt, die nun die These nahelegen, dass das Alter der Konstruktion zwischen der römischen und der merowingischen Periode liegen könnte. Die benutzte Methode ist jener ähnlich, die durch Dalemans und Streel 1986 beschrieben wurde und besteht in der gemeinsamen Analyse der Pollen und des Mineralstaubes. Die Straße könnte somit zwischen 300 ±90 und 460 ±80 gebaut worden sein. Das ältere Datum entspricht den ersten Invasionen der Alemannen und Franken und der Krise des römischen Imperiums im 3. Jahrhundert. Das jüngere Datum entspricht der endgültigen Machtergreifung durch die Merowinger im Frühmittelalter. Wie dem auch sei, wahrscheinlich dürfen wir im Moment davon ausgehen, dass die Altersstellung noch einige Zeit genau so mysteriös bleibt wie manch anderes Wissen um diese Straße.

## Streckenführung
Der Verlauf der Via Mansuerisca ist heute von „Drossart“ im Norden bis Botrange im Süden auf einer Strecke von etwa fünf Kilometer zweifelsfrei nachgewiesen. Über die weiteren Fortsetzungen nach Norden und Süden gibt es verschiedene Theorien. Leider ist außerhalb des Moorgebietes eine genaue Festlegung durch die ständigen Veränderungen des Geländes unmöglich. Eine Möglichkeit ist ein Verlauf der Straße von Trier nach Maastricht. Damit hätte sie auch die Römischen Reichsstraßen Köln-Reims und Köln-Bavay (bei Valenciennes) verbunden. Amel entstand am Kreuzungspunkt mit Köln-Reims, Winterspelt reklamiert, ebenfalls am Streckenverlauf gelegen zu haben.

## Bauweise
Die Bauart im Bereich des Moorgeländes weicht im Detail an verschiedenen Stellen leicht voneinander ab, gibt uns aber ein allgemeines Bild der Konstruktion. Sie bestand aus dreifach übereinandergeschichteten Hölzern und einer darüber befindlichen Decklage aus Steinblöcken und Schotter. Die Straßenbreite betrug etwa sechs Meter. Als Hauptträger, auf denen die ganze Anlage ruhte, wurden rechts und links zwei schwere Holzbohlen von je etwa 1,20 m Länge ins Moor eingelassen. Seitlich ragten sie etwa mit einem Drittel über die Straße hinaus und wiederholten sich in Abständen von vier Metern. Auf diesen seitlichen Querbalken ruhte je ein kräftiges Langholz in Fahrtrichtung. Streckenweise konnte in der Mitte der Straße ein drittes Langholz verbaut werden, welches direkt auf dem Torf ruhte. Quer über diese zwei bis drei Längshölzer wurden über die ganze Straßenbreite hin Rundhölzer in enger Folge als eine Art Knüppeldamm verlegt. Auf diese Holzkonstruktion legte man nun größere Steinblöcke mit der flachen Seite nach unten. Darauf folgte eine Schicht aus grobem bis feinem Schotter, welcher zum Auffüllen der Unregelmäßigkeiten diente und eine glatte Straßendecke ergab. Die Konstruktion der Straße enthielt noch eine Besonderheit, die zu vielen Überlegungen Anlass gab. Die untersten schweren Holzbohlen waren an den Seiten mit zwei nebeneinander liegenden Löchern versehen, in denen Holzpflöcke ruhten. Die nach unten weisenden Spitzen ragten in den Torf hinein und hätten der Konstruktion im Torf mehr Stabilität geben können. Der nach oben weisende Teil ragte vielleicht über die ganze Straßenanlage hinaus und könnte der Kenntlichmachung des Straßenverlaufs gedient haben. Ebenfalls könnte die Tatsache, dass jeweils zwei Pflöcke nebeneinander standen, den Schluss zulassen, dass zwischen ihnen längsverlaufende Holzplanken angebracht waren, die ein Abrutschen der Schotterlage ins Moor verhindern sollten.

## Verwendung
Aufgrund chemischer Untersuchungen, die eine spezifische Blei- und Zinkbelastung des Straßenrandes ergaben, kann man davon ausgehen, dass Erze von den Minen im Raum Verviers oder Kelmis zu den Hütten in Trier transportiert wurden.